# Oriol-en-Royans
Oriol-en-Royans ist eine französische Gemeinde mit 513 Einwohnern (Stand 1. Januar 2022) im Département Drôme in der Region Auvergne-Rhône-Alpes. Sie gehört zum Kanton Vercors-Monts du Matin und zum Arrondissement Die. Sie grenzt im Norden an Saint-Jean-en-Royans, im Osten an Saint-Martin-le-Colonel, im Südosten an Bouvante, im Süden an Léoncel und im Westen an Beauregard-Baret.

## Bevölkerungsentwicklung
| Jahr                       | 1962 | 1968 | 1975 | 1982 | 1990 | 1999 | 2008 | 2016 |
| -------------------------- | ---- | ---- | ---- | ---- | ---- | ---- | ---- | ---- |
| Einwohner                  | 368  | 385  | 308  | 329  | 349  | 377  | 510  | 533  |
| Quellen: Cassini und INSEE |      |      |      |      |      |      |      |      |

## Sehenswürdigkeiten
- romanische Kirche Sainte-Marie